# Laguna de San Diego
La laguna de San Diego es parte de la caldera de un antiguo volcán (maar de San Diego) que se encuentra ubicada en el corregimiento de San Diego, municipio de Samaná, departamento de Caldas, centro de Colombia.
En el sitio donde se encuentra la laguna y cerca de su rivera en dirección noreste se encuentra un cono volcánico, el Morro de San Diego, con una altitud de 450 m por encima del nivel de la laguna (situada a 850 m s. n. m.) así como varios depósitos piroclásticos. La laguna está geológicamente catalogada como maar de San Diego por el Servicio Geológico Colombiano, mientras que el cono volcánico adyacente está clasificado como estratovolcán. El diámetro del cráter es de 3 km, que se cuenta desde las cimas de las montañas circundantes a la laguna.
Actualmente, hay presencia de aguas termales en la zona, y la temperatura de la laguna es de 30 °C en promedio (en su centro), y elevándose hacia la parte norte, donde se encuentra el cono volcánico actual. De igual forma en la parte sur se evidencia un pequeño cono adventicio.
El Servicio Geológico Colombiano ha datado flujos piroclásticos de entre 10 000 y 18 500 años de antigüedad. Si bien su condición es estable, esporádicamente se observan emisiones gaseosas en la laguna. En 2013 se instaló una estación sismológica, con miras a dar seguimiento a su actividad y determinar si es un volcán activo.
En 2013, durante investigaciones sobre su actividad, fue descubierto el cercano volcán El Escondido.